# Сент-Амбруа (Шер)
Сент-Амбруа́ (фр. Saint-Ambroix) — коммуна во Франции, находится в регионе Центр. Департамент — Шер. Входит в состав кантона Шарос. Округ коммуны — Бурж.
Код INSEE коммуны — 18198.

## География
Коммуна расположена приблизительно в 220 км к югу от Парижа, в 110 км южнее Орлеана, в 27 км к юго-западу от Буржа.
По территории коммуны протекает река Арнон.

## Население
Население коммуны на 2008 год составляло 395 человек.
| 1962 | 1968 | 1975 | 1982 | 1990 | 1999 | 2008 |
| ---- | ---- | ---- | ---- | ---- | ---- | ---- |
| 468  | 496  | 409  | 406  | 386  | 374  | 395  |

## Администрация
| Период | Период | Фамилия   | Партия                  | Примечания |
| ------ | ------ | --------- | ----------------------- | ---------- |
| 2001   | 2008   | Пьер Шено | Социалистическая партия |            |
| 2008   | 2014   | Жерар Дев |                         |            |

## Экономика
Основу экономики составляет сельское хозяйство.
В 2007 году среди 232 человек в трудоспособном возрасте (15-64 лет) 177 были экономически активными, 55 — неактивными (показатель активности — 76,3 %, в 1999 году было 74,1 %). Из 177 активных работали 164 человека (88 мужчин и 76 женщин), безработных было 13 (4 мужчины и 9 женщин). Среди 55 неактивных 13 человек были учениками или студентами, 32 — пенсионерами, 10 были неактивными по другим причинам.

## Достопримечательности
- Церковь Сен-Лу (XII век)
- Руины монастыря Семюр

## Фотогалерея
- Церковь Сен-Лу
- Надгробие (кон. II века)
- Карта коммуны